# Polskie Towarzystwo Taneczne
Polskie Towarzystwo Taneczne (PTT) – polskie stowarzyszenie kulturalno-sportowe, organizacja zajmująca się promocją tańca towarzyskiego w Polsce. Organizator polskich i międzynarodowych turniejów sportowych. Jej początki sięgają 1956 roku. Założycielem jest Marian Wieczysty. PTT jest członkiem zwyczajnym Polskiego Komitetu Olimpijskiego, a także członkiem World Dance Council. oraz World Dance Organisation.
Celem PTT jest promocja ruchu tanecznego, organizowanie zawodów sportowych, integrowanie środowiska tanecznego, rozwijanie uzdolnień tanecznych ludzi w różnym wieku – od najmłodszych po seniorów. 
Najważniejsze zawody: Mistrzostwa Polski PTT, Grand Prix Polski, Puchar Wieczystego.  
Struktura PTT: 
PTT podzielone jest na 16 okręgów tanecznych (odpowiadających województwom), zrzeszających łącznie ponad 7000 członków (honorowych, zwyczajnych – zawodników i wspierających – kluby sportowe, szkoły tańca, domy kultury).